# Дочь генерала Панкратова
«Дочь генерала Панкратова» (пол. Córka generała Pankratowa) — польский черно-белый художественный фильм. Политическая мелодрама.
Премьера фильма состоялась 25 декабря 1934 года.

## Сюжет
Сюжет фильма развивается по двум направлениям. Предреволюционные события 1905 года в Польше. На территории Царства Польского против царского правительства действует группа революционеров. Одна группа ведет агитацию рабочих и служащих Польши с призывом свергнуть существующий строй посредством массовых забастовок, другая же — применяет акции террора против представителей власти.
Рискуя жизнью, эти революционеры осуществляют теракт, стреляют в начальника Варшавской жандармерии генерала Панкратова и бросают бомбу в генерал-губернатора Варшавы, в результате чего тот становится парализованным инвалидом. Но, по иронии судьбы, дочь генерала Панкратова, Анюта, полька по матери и русская по отцу, влюбляется в убийцу своего отца, революционера Болеслава Ратомского, вступает в ряды подпольщиков и помогает им найти провокатора в их среде, а также жертвуя собою, спасает своего возлюбленного от смертной казни. В конце фильма Анюта совершает самоубийство.

## В ролях
- Нора Ней — Анюта, дочь генерала Панкратова
- Франчишек Бродневич — Болеслав, революционер
- Мечислав Цыбульский — Алексей Воронов
- Казимир Юноша-Стемповский — генерал Панкратов
- Станислав Гролицкий — генерал-губернатор
- Ежи Лещинский — граф Бобров
- Александр Жабчинский — адъютант
- Хелена Бучиньская — тетка Анюты
- Ванда Яршевская — дама на приёме
- Мария Богда — революционерка
- Феликс Жуковский — революционер
- Зыгмунд Хмелевский — комендант тюрьмы
- Стефания Гурская — девушка из ресторана
- Алина Желиская — генеральская жена
- Тадеуш Фиевский — осуждённый революционер
- Станислава Пежановская — владелица квартиры.